# Thoracostoma parasotosum
Thoracostoma parasotosum är en rundmaskart som beskrevs av Mawson 1958. Thoracostoma parasotosum ingår i släktet Thoracostoma och familjen Leptosomatidae. Inga underarter finns listade i Catalogue of Life.